# Togo (film)
Pour l’article homonyme, voir Togo (homonymie).
Pour plus de détails, voir Fiche technique et Distribution.
Togo est un film américain réalisé par Ericson Core, sorti en 2019 sur Disney+.
Le film raconte l'histoire d'un musher ayant pris part à la course au sérum de 1925 à Nome, lors de laquelle des équipes de traîneaux à chiens se sont relayées pour transporter un sérum dans des conditions difficiles sur plus de 1 000 kilomètres pour sauver la ville de Nome en Alaska d'une épidémie de diphtérie. Le film raconte en parallèle la vie du musher Leonhard Seppala élevant son chien Togo et la course au sérum. 

## Synopsis
En 1913, le musher Leonhard Seppala et son épouse Constance accueillent un chiot husky sibérien. Alors que Seppala insiste pour s'en débarrasser immédiatement en raison de sa petite taille et de son faible état, Constance le convainc de l'élever avec les autres. Le chiot s'avère être difficile car il s'échappe constamment du chenil pour rejoindre les entraînements de Seppala. Après avoir tenté de se débarrasser du Husky à deux reprises, Seppala décide de le faire courir avec les autres où, à son grand étonnement, il découvre qu'il est assez énergique pour distancer les autres chiens. Il décide de l'appeler Togo, d'après l'amiral Tōgō Heihachirō, et l'entraîne jusqu'à ce qu'il remporte avec succès le concours de l'Alaska, Togo et Seppala gagnant ainsi une certaine renommée locale. 
En 1925 arrive une épidémie de diphtérie affectant principalement les enfants. Le maire George Maynard prévoit de faire venir le sérum de Nenana, mais cela s'avère impossible en raison du mauvais temps. Finalement, Seppala est convaincu de prendre Togo et les autres chiens pour faire l'aller-retour et récupérer le sérum. Constance s'inquiète car Togo a 12 ans, ce qui est passablement vieux pour un chien. Mais Seppala insiste pour remplir cette mission. Avec son équipage, il traverse un orage et fait escale à un avant-poste où un médecin local nommé Atiqtalik lui dit que Togo est fatigué. Seppala continue pourtant sur des kilomètres en prenant un raccourci dangereux à travers la baie gelée de Norton Sound. 
Finalement, Seppala rencontre un autre musher, Henry Ivanov, qui transportait le sérum en sens inverse et il peut partir le lendemain avec le précieux médicament. Seppala et son équipage traversent à nouveau le détroit alors que la glace commence à fondre. Grâce à Togo, Seppala et le reste de la meute s'en sortent indemnes. En retrouvant Atiqtalik, le musher apprend que Togo est en train de mourir. Néanmoins, Seppala et son équipage parviennent à se rendre à l'avant-poste de Joe Dexter où ils récupèrent tant bien que mal. Le sérum est transmis à son homologue Gunnar Kaasen qui revient à Nome. Un journaliste, le prenant pour le seul musher, annonce que son chien Balto est le héros qui a sauvé Nome, ce qui ne plait pas à Constance. 
Seppala retourne enfin à Nome, où toute la ville vient chez lui pour le remercier et célébrer l'exploit de Togo. Seppala se fâche plus tard lorsqu'une fille guérie nommée Sally fait remarquer que Togo est en train de mourir. Seppala a l'intention de continuer à entraîner ses chiens sans Togo (qui s'est légèrement blessé à une patte pendant la course). Mais le chien refuse de s'arrêter et poursuit son maître qui l'accueille à bras ouverts. Au cours des deux années suivantes, Togo aura plusieurs chiots qui seront très prisés à travers tous les États-Unis. Togo décède en 1929, et Seppala continuera à entraîner des chiens.

## Fiche technique
- Titre : Togo
- Réalisateur : Ericson Core
- Scénario : Tom Flynn
- Montage : Martin Pensa (en)
- Musique : Mark Isham[2]
- Producteur : Kim Zubick
- Pays d'origine :  États-Unis
- Langue originale : anglais
- Budget : 40 millions de dollars[3]
- Date de sortie :
  - États-Unis : 20 décembre 2019 (Disney+)

## Distribution
- Willem Dafoe (VF : Dominique Collignon-Maurin) : Leonhard Seppala
- Diesel : Togo
- Julianne Nicholson (VF : Danièle Douet) : Constance Seppala
- Christopher Heyerdahl (VF : Philippe Peythieu) : le maire George Maynard
- Richard Dormer (VF : Serge Biavan) : Dr. Curtis Welch
- Adrien Dorval : Bill Clark
- Madeline Wickins : Sally Burdett
- Michael Greyeyes (VF : Stéphane Fourreau) : Amituk
- Nive Nielsen : Atiqtalik
- Nikolai Nikolaeff (VF : Glen Hervé) : Dan Murphy
- Thorbjørn Harr : Charlie Olsen
- Catherine McGregor (VF : Françoise Cadol) : Sarah Foley
- Michael McElhatton (VF : Nicolas Marié) : Jafet Lindeberg
- Paul Piaskowski : Max Adams
- Michael Gaston (VF : Pascal Germain) : Joe Dexter
- Shaun Benson : Gunnar Kaasen
- Jamie McShane (VF : Jean-Marc Charrier) : Scotty Allan
- Zahn McClarnon (VF : Marc Perez) : Tulimak
- Brandon Oakes (VF : Gilles Morvan) : Henry Ivanoff
- Steven McCarthy : Dev Burdett

 Source et légende : version française (VF) sur RS Doublage

## Production
Le 28 octobre 2015, il a été annoncé que Walt Disney Pictures prépare un film sur la course au sérum de 1925 de Nome, en se concentrant sur le chien de traîneau Togo et son propriétaire Leonhard Seppala. Le scénario est écrit par Tom Flynn et la production supervisée par Jessica Virtue et Louie Provost pour Disney. 
Le tournage débute le 21 septembre 2018 et s'achève en février 2019 à Cochrane, en Alberta,. 
La plupart des chiens présents dans ce film viennent du chenil The Snowy Owl Sled Dog Tours Inc., situé à Canmore, en Alberta. Hugo et Mackey de Snowy Owl ont été utilisés tout au long du film comme doublures pour le visage du Togo (Diesel). 

## Exactitude historique
La plupart du film est fidèle à l'histoire de Leonhard Seppala et de Togo. Deux passages importants du films se sont réellement déroulés : Togo a échappé à son deuxième propriétaire en sautant à travers une fenêtre en verre et le chien a utilisé sa force pour tirer le traîneau de Seppala hors du Norton Sound. Cependant, le film ne parle pas de Sigrid, la fille de Seppala et Constance, qui faisait partie des nombreux enfants risquant de contracter la diphtérie. La réaction de Seppala lorsque Balto obtient tous les honneurs n'est pas montrée, tandis que Constance est présentée comme agacée. En réalité, Seppala a exprimé ouvertement sa désapprobation de la confusion des héros canins. Le film raconte d'autre part que Togo a vécu ses derniers jours auprès de Seppala alors qu'il a en fait été donné à une autre musher nommée Elizabeth Ricker vivant dans le Maine. Lorsqu'il s'est séparé de son meilleur chien, Seppala a déclaré : « C'était triste de se séparer par un matin froid et gris de mars, lorsque Togo a levé sa petite patte jusqu'à mon genou comme s'il me demandait pourquoi il ne restait pas avec moi. Je n'ai jamais eu de meilleur chien que Togo. Son endurance, sa loyauté et son intelligence ne pourront jamais être égalées. Togo fut le meilleur chien qui ait jamais parcouru les sentiers de l'Alaska. » Seppala a rendu visite à Togo à quelques reprises et était à ses côtés lorsqu'il a été euthanasié.

## Sortie
La bande-annonce du film est sortie le 4 décembre 2019. Togo est sorti sur la plateforme de streaming Disney+ le 20 décembre 2019 aux Etats-Unis.